# 英國鐵路史
英國擁有悠久的鐵路交通歷史。

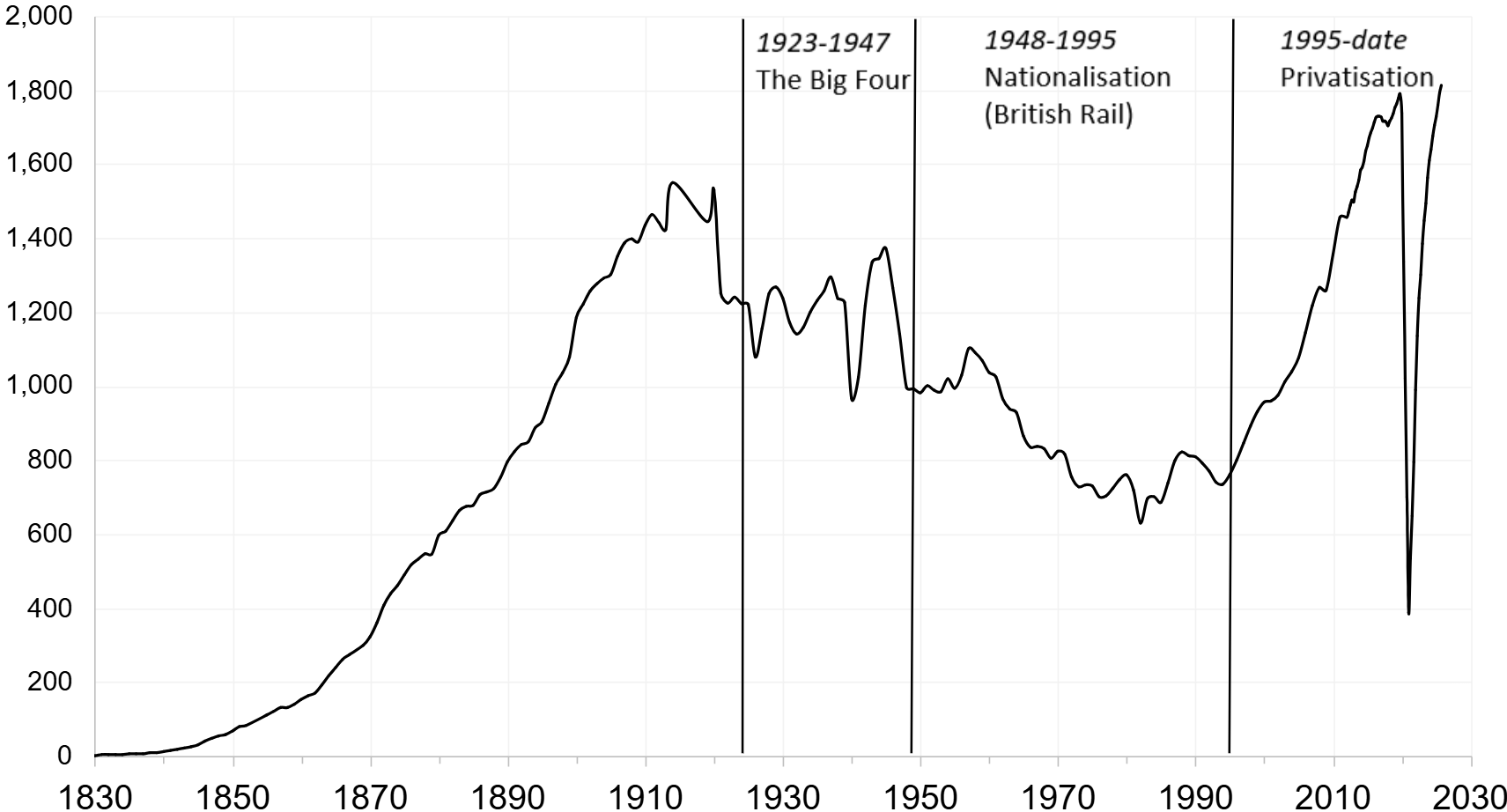
英國鐵路於1829至2021年間的客量變化
1923-47年：四大英國鐵路公司分立時期
1948-95年：英國鐵路國有化
1995年以後：私有化時代

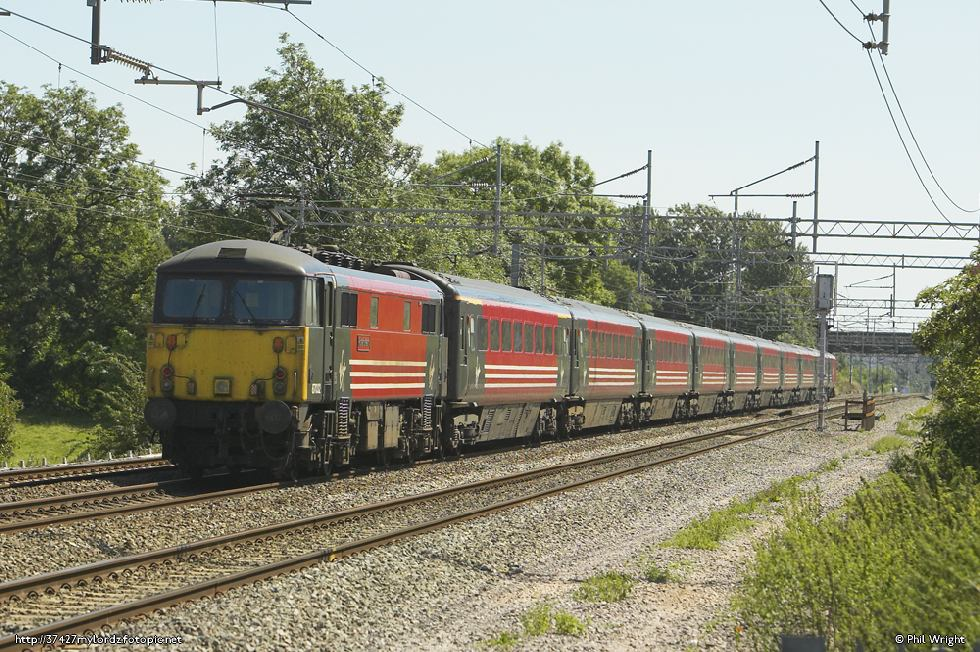
英國鐵路87型電力機車和英國鐵路3型客車（由維珍列車營運）

1807年3月25日，世界首條載客的公共鐵路：斯旺西及曼博斯鐵路（Swansea and Mumbles Railway）開始於英國威爾斯提供來往斯旺西和歐斯特茅斯（Oystermouth）的載客服務。1812年，世界首個用於商業運行的蒸汽機車開始在英國投入使用。1830年，利物浦和曼徹斯特鐵路開始投入使用，是世界首個具有實用價值的鐵路。1840年代見證了英國鐵路狂熱（Railway Mania），越來越多鐵路公司冒起並於英國各地快速建造鐵路，是英國鐵路網絡發展最為迅猛的十年。1880年代後期時，英國鐵路部分路線的的平均最高時速已經超過100 km/h。1923年，英國大部分鐵路公司被合併至四大英國鐵路公司。1948年後，四大公司再整合為英國鐵路。1994年以後，英國重新將鐵路民營化。

## 1830年代以前

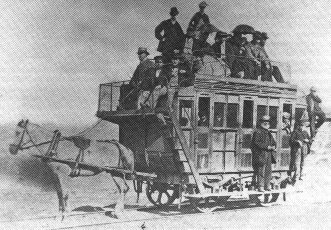
1870年於歐斯特茅斯（Oystermouth）所攝的斯旺西及曼博斯鐵路載客車廂，當時車廂仍然由馬牽引

約在1560年代，在坎布里亞Caldbeck的德國礦工已開始使用馬拉鐵路（horse-drawn railway）。當時鐵路路軌為木製，列車車廂依靠動物牽引，並主要運載貨物。約1600年，菲利普·雷頓（Phillip Layton）於利物浦附近的Prescot興建了一後長約半英哩的運煤馬拉鐵路。
1603年10月至1604年，英國採煤業企業家亨丁頓·博蒙特（Huntingdon Beaumont）與商業夥伴帕西瓦爾·威洛比（Sir Percival Willoughby，沃萊頓廳和鄰近土地的擁有者）在諾丁漢郡興建了長約3公里的沃萊頓馬拉鐵路。該鐵路亦是用作運煤，其南端終點鄰近沃萊頓廳。
早於1671年，達拉謨郡亦已有用作運煤的馬拉鐵路，其中坦菲爾德馬拉鐵路（Tanfield Wagon Way）是當地歷史最悠久的鐵路。
1758年，世界上最早且仍在運作的鐵路：米德爾頓鐵路（Middleton Railway）落成啟用。該鐵路位於利茲，開通時主要作運煤用，為私人的馬拉鐵路，並使用木製路軌。
1767年，於什羅普郡擁有製鐵工場的鑄鐵大師（Ironmaster：高爐或熔鐵爐的管理者，通常亦是擁有者）理查德·雷諾斯（Richard Reynolds）首次將木製路軌更換成鑄鐵路軌。
1798年，世界上首條公共鐵路：洛克湖鐵路（Lake Lock Rail Road）落成啟用。該馬拉窄軌鐵路長約4.8公里，位於西約克郡韋克菲爾德附近。該鐵路的擁有者洛克湖鐵路公司容許公眾在支付通行費的情況下於鐵路沿線拖運車卡，使鐵路成為世界上首條公共鐵路。
世界上首批成功服役的鐵路機車來自英國康沃爾地區的發明家理查·特里維西克。在1804年2月21日，他所設計的蒸氣機車於威爾斯梅瑟蒂德菲爾鎮的潘尼達倫鐵工廠（Penydarrens Ironworks）拉動了一列列車。
1807年3月25日，世界上首條載客的公共鐵路：斯旺西及曼博斯鐵路（Swansea and Mumbles Railway）開始提供來往斯旺西和歐斯特茅斯（Oystermouth）的載客服務。

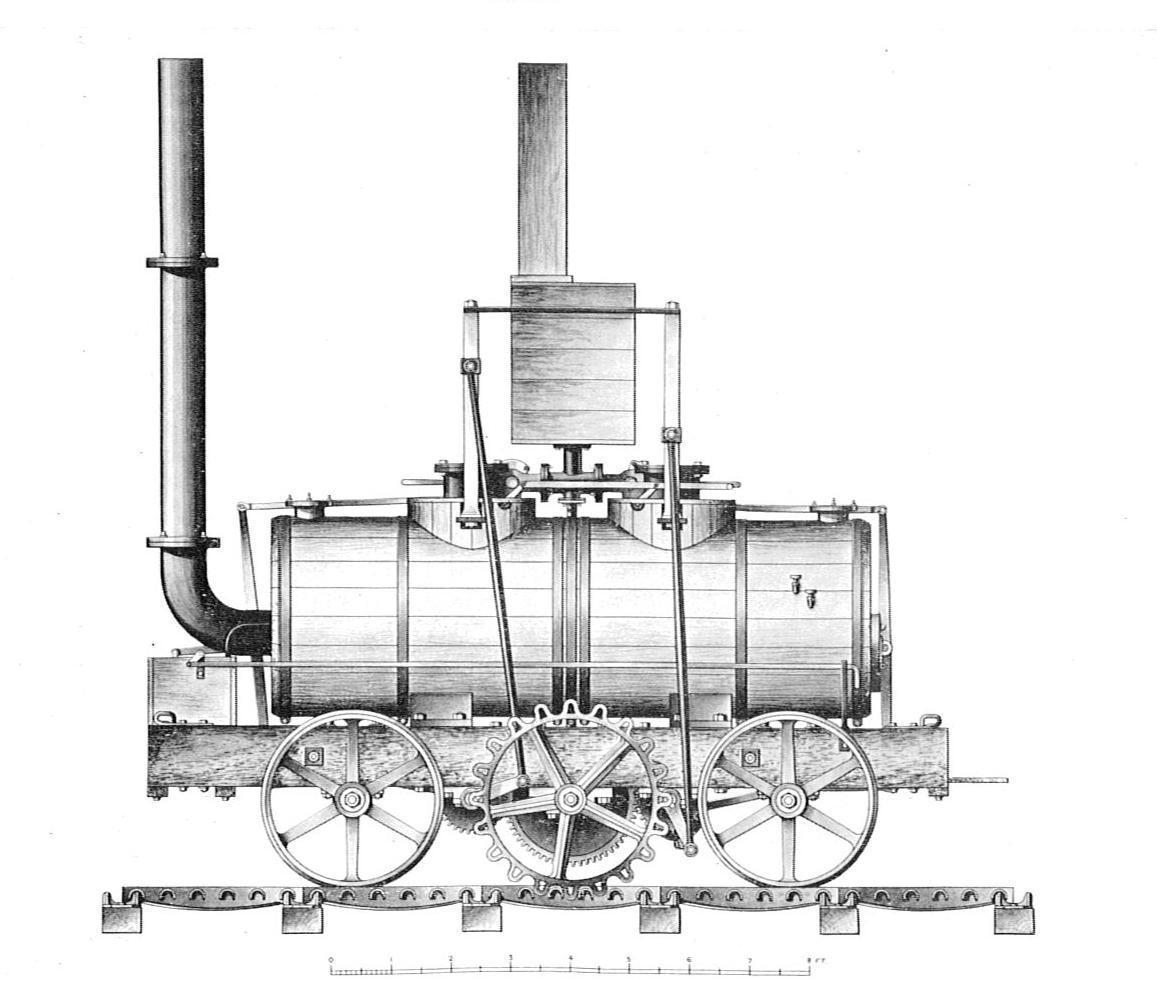
世界首輛成功投入商業運作的蒸汽機車「薩拉曼卡」曾於米德爾頓鐵路服役，其軌距為1,245毫米。

1812年，米德爾頓鐵路成為世界首條成功使用蒸汽機車的商業鐵路。
1813年，工程師威廉·赫德利和蒂莫西·赫克沃思設計了一個名為「噴氣比利」的蒸汽機車供蒂斯河畔斯托克頓和達靈頓之間的鐵路使用。噴氣比利是世界現存最古老的蒸汽機車。
1825年9月27日，斯托克頓和達靈頓鐵路通車，並成為世界第一條使用蒸汽機車的公共鐵路。當時運煤列車由蒸汽機車牽引，載客列車仍然由馬牽引。該鐵路於1833年9月才開始以蒸汽列車提供載客服務。

## 1830 - 1922年：早期發展
1830年9月15日，利物浦和曼徹斯特鐵路通車。該鐵路為現代鐵路樹立了榜樣，是世界上第一條完全使用蒸汽作為動力（不允許馬車駛入）、第一條全線採用複線、第一條實際使用信號系統、第一條完全使用時刻表和第一條運送郵件的鐵路。該鐵路同時供貨運及客運列車使用，並於利物浦的南碼頭設立了世界第一座貨運車站公園里貨運站（Park Lane railway goods station）。1836年，該鐵路經過一條1.1英哩長的隧道向西延伸至位於利物浦市中心的萊姆街站。
最早期的公共鐵路許多都是作為由小型私營鐵路公司運營、連接地方鄉鎮的鐵路線。於英國各地，越來越多鐵路公司冒起並快速建造鐵路，但不少公司往往未考慮新鐵路線的交通潛力。 1840年代見證了英國鐵路狂熱（Railway Mania），是英國鐵路網絡發展最為迅猛的十年。
在1840年代初的鐵路股泡沫中，隨著鐵路股價格上漲，不少投資者對鐵路業前景過份樂觀，從而投入更多資金，進一步推高鐵路股價格。這種狂熱在 1846 年達到頂峰，當年國會通過了 263 項設立新鐵路公司的法案，擬議的路線總長 9,500 英里（15,300 公里）。大約三分之一獲得批准的鐵路從未建成——這些未能興建鐵路的公司要麼因財務規劃不善而倒閉，要麼在建設線路之前被更大的競爭對手收購，要麼後來證明是欺詐企業（將投資者的資金轉移到其他企業）。
在此期間，政府亦逐步加強對鐵路業的規管，尤其是在安全問題上。 1840年的鐵路監管法案授權貿易局任命鐵路檢查員。鐵路監察局成立於 1840年，負責調查事故原因並作出建議，以免日後發生同類事故。早在1844年，國會就提出了一項由國家購買鐵路的法案，但最終沒有被採納。然而，它促使政府引入了車廂建造的最低標準，並規定鐵路公司必須為乘客提供設有三等艙的列車——即所謂的“國會列車”。
在19世紀和20世紀初，大多數小型鐵路公司均已被合併或被競爭對手收購，剩下少數較大的公司繼續運作。1870年代中葉以後，不少鐵路公司都無法繼續獲得盈利。

## 1923 - 1947年：四大鐵路公司
1923年1月1日，英國幾乎所有鐵路公司透過1921年鐵道法被併入大西部鐵路、倫敦米德蘭和蘇格蘭鐵路、倫敦和東北部鐵路或南部鐵路公司。這四大英國鐵路公司經營鐵路至1947年12月31日。
儘管鐵路公司在1920、30年代大幅減少了新鐵路的興建計劃，使鐵路網絡的維護需求未有顯著增加，但來自公路運輸的競爭大大減少了鐵路公司的收入。鐵路公司指責政府既使用公帑建設道路來支持公路運輸，又同時限制鐵路行業使用靈活定價的能力（鐵路公司需按國家規定的水平制訂收費）。作為回應，政府委託顧問撰寫了幾份檢討運輸系統政策的報告，但報告結果多數並無決定性。 1933 年的索爾特報告（Salter Report）最終建議對公路運輸直接徵稅以資助公路建設，並增加車輛消費稅和燃油稅。它還指出，許多小型鐵路線永遠不可能與公路運輸競爭。儘管這些公路價格變化有助於鐵路生存，但由於缺乏投資以及運輸政策和生活方式的改變，鐵路進入了緩慢衰退的時期。
第二次世界大戰期間，四家公司的管理層聯合起來，有效地作為一個公司運作。由於鐵路公司需優先引導資源以協助軍隊戰鬥，未能有效提供資源供鐵路維修，導致大量鐵路的維修排程不斷延後。 1945年後，出於實際和意識形態的原因，政府決定將鐵路服務納入公共部門。

## 1948 - 1994年：英國鐵路

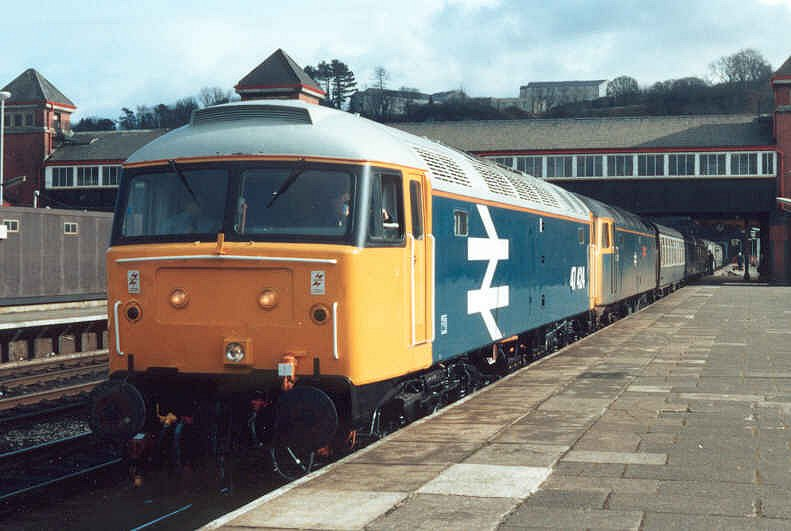
英國鐵路47型柴油機車47424號與47607號，攝於1987年班戈

1948年開始，四大英國鐵路公司被國有化，形成英國鐵路公司，受英國運輸委員會的監管。1948-54年，儘管列車服務最初幾乎沒有變化，但使用量有所增加，英國鐵路開始盈利。軌道和車站戰後重建工程於 1954 年完成。由於鐵路收入下降，英國鐵路於1955年起停止盈利。 1950年代中期，英國鐵路在一項耗資數百萬英鎊的現代化計劃中倉促引入柴油和電動機車車輛以取代蒸汽機車。計劃完成後，英國公路運輸的份額並未如預期般顯著向鐵路轉移，使英國鐵路的虧損開始大幅增加。這種未能通過投資使鐵路更有利可圖的做法導致所有政治派別的政府都嚴格限制鐵路投資，並通過削減開支來尋求盈利。
1960年代中期，英國政府由於渴望英國鐵路儘快轉虧為盈，所以賦予理查德·比欽博士重組鐵路的任務（比欽大斧）。該政策導致許多支線和次要路線因為被認為無法營利而需要關閉，英國的鐵路網絡大幅縮減。關閉為鄉鎮服務的車站和支線，除了使鄉鎮失去鐵路服務外，亦使主線的顧客來源區域大幅縮小、客量下降。許多曾被煤炭和鋼鐵業等大型工業使用的貨運站關閉，亦進一步導致大量貨物轉向公路運輸。縮減鐵路網絡的政策當時在公眾中極不受歡迎，今天仍然如此。
英國鐵路的客量於1950年代後期至1970年代後期穩步下降。1970年代後期至1980年代早期，由於英國鐵路引入了快速的城際列車125，客量得到小幅復甦。1980年代，政府大幅削減投入英國鐵路的資金，英國鐵路的票價漲幅亦高於通貨膨脹率，使英國鐵路服務變得更具成本效益。隨著英國鐵路公司的部門化，主要負責長途特快列車服務的城際部（InterCity）開始獲得盈利。城際部成為公司後，更成為英國 150 強公司之一，於全國各地運營由一個市中心到另一市中心的長途列車服務，營運範圍由蘇格蘭北部的阿伯丁和因弗內斯到英格蘭西南部的普爾和彭贊斯。
1994至1997年，英國鐵路公司被私有化。其中客運業務被特許給個別的私人營辦商（最初業務被分拆至 25 個特許經營合約），貨運業務則被直接出售（初時貨運業務被分拆至 6 家公司，但其中 5 家公司被賣給了同一個買家）。鐵路路軌及其他基礎設施則被轉移至Railtrack公司。私有化過程完成後，英國鐵路的客量急劇上升。

## 1995 - 2024年：私有化時代

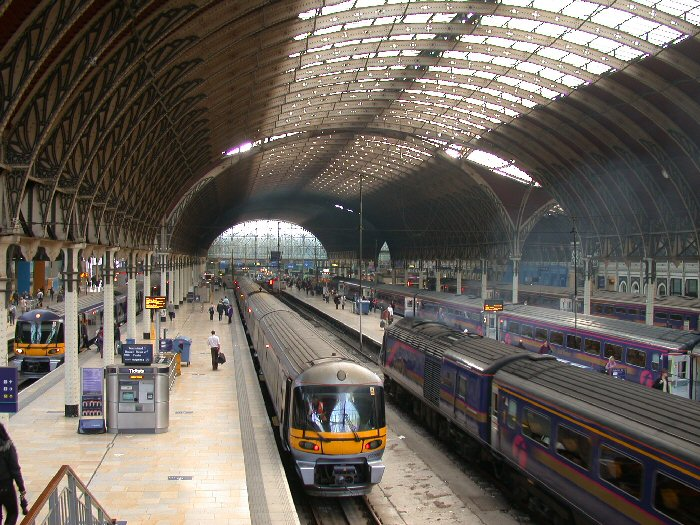
大西部鐵路公司於倫敦的總站帕丁頓車站

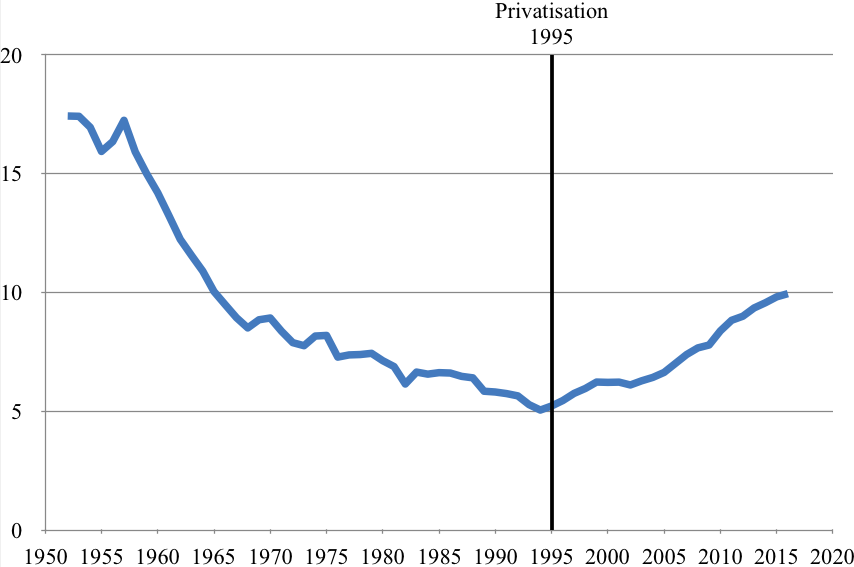
1952-2017年間鐵路佔英國整體運輸的份額

自私有化以來，乘客數量迅速增長；2010年，鐵路運載的乘客人數是1920年代以來最多。 2014年，乘客人數已增加到有史以來的最高水平。1994至2014年的 20 年間客量上升了一倍多。 雖然如此，私有化後英國的火車票價亦顯著上升。
自私有化以來，英國的鐵路變得更加安全，並成為歐洲最安全的鐵路。 然而，鐵路運輸的公眾形像在私有化後不久就因一些嚴重事故而受損。其中包括紹索爾火車相撞事故（列車自動警告系統出現故障的火車通過了停止信號）、拉德伯克街火車相撞事故（也是由火車通過停止信號引起的）和哈特菲爾德铁路事故（由於微細裂縫的發展導致鐵軌碎裂引起）。
哈特菲爾德事故發生後，鐵路基礎設施公司 Railtrack 在其網絡中實施了 1,200 多項緊急速度限制，並發起了一項成本極其高昂的全國性軌道更換計劃。隨之而來對國家鐵路網絡的嚴重擾亂和公司不斷上升的成本引發了一系列事件，導致公司最終倒閉，並於2002年被國有公司英國鐵路取而代之。
2016年4月起，英國的鐵路網絡因為全國性鐵路業大型罷工而癱瘓，罷工一直持續至2018年8月以後才陸續平息。
截至2018年，政府對鐵路業的實際補貼大約是1980年代後期的三倍。

## 2025年後：大英鐵路
2025年起，英國政府陸續將僅餘14間客運鐵路公司國有化，並將轉交由國企大英鐵路承接業務。